# Leonid Kravčuk
Leonid Makarovyč Kravčuk, (Żytyń Wielki, 10. siječnja 1934. – München, 10. svibnja 2022.) bio je prvi predsjednik neovisne Republike Ukrajine.

## Životopis
Leonid Kravčuk rođen je 1934. godine u selu Veliki Žitin u seljačkoj obitelji. To je područje tada bilo dio Poljske, a nakon Drugog svjetskog rata je priključeno Ukrajinskoj SSR. Član Komunističke partije Sovjetskog Saveza postao je 1958. godine, a radio je u Agitpropu. Član Politbiroa KP Ukrajine postao je 1989. godine, a 23. srpnja 1990. godine izabran za predsjednika Verhovne Rade, čime je postao najutjecajniji ukrajinski političar.
Nakon neuspjelog Kolovoškog puča u Moskvi 1991. godine, Kravčuk je napustio članstvo u KPSS i proglasio Ukrajinu neovisnom od Sovjetskog Saveza. Bio je izabran za prvog predsjednika neovisne Ukrajine na predsjedničkim izborima u prosincu 1991. godine.

### Predsjedništvo
Svoju je političku karijeru jačao izbjegavajući sukobe, a odlikovao se lukavošću i diplomatskim pristupom. Kravčuk je tokom svog mandata okrenuo Ukrajinu prema Zapadu i bio jedan od rijetkih vođa u svijetu koji je svoju zemlju očistio od nuklearnog naoružanja. Nije uspio da se obračuna s korupcijom, koja je bila uzrok loše provedenoj privatizaciji državnog vlasništva. Inflacija je u zemlji dostigla astronomske visine između 1992. i 1994. godine, penjući se na tisuće postotaka.
Najveći promašaj tijekom Kravčukovog mandata bila je propast Crnomorske parobrodske kompanije iz Odese, dotada najveće trgovačke flote na svijetu. Tvrtka je tajno prodana u bescjenje stranim tvrtkama za sitan novac. Stotine mornara nisu primili plaće i ostali živjeti na brodovima diljem svijeta nekoliko narednih godina. Kravčukov sin bio je optužen da je sudjelovao u malverzacijama oko prodaje tvrtke.
Šokirani propašću privrede i rastom napetosti s Rusijom, ukrajinski birači su na predsedničkim izborima 1994. godine izabrali Leonida Kučmu, koji je obećao obračun s korupcijom, obnovu gospodarstva i veću suradnju s Rusijom.

### Postpredsjednička karijera
Nakon poraza na izborima, Kravčuk se povezao s nekoliko ukrajinskih oligarha i s njima osnovao Socijaldemokratsku partiju Ukrajine (ujedinjenu). Na predsjedničkim izborima 2004. godine, Kravčuk je dao podršku Viktoru Janukoviču. U intervjuu 2009. godine je izjavio da napušta politiku. Na predsjedničkim izborima 2010. je dao podršku Juliji Timošenko, okrenuvši se od Janukoviča.

## Vanjske poveznice
|  | Zajednički poslužitelj ima stranicu o temi Leonid Kravchuk |